# 溫生才刺孚琦

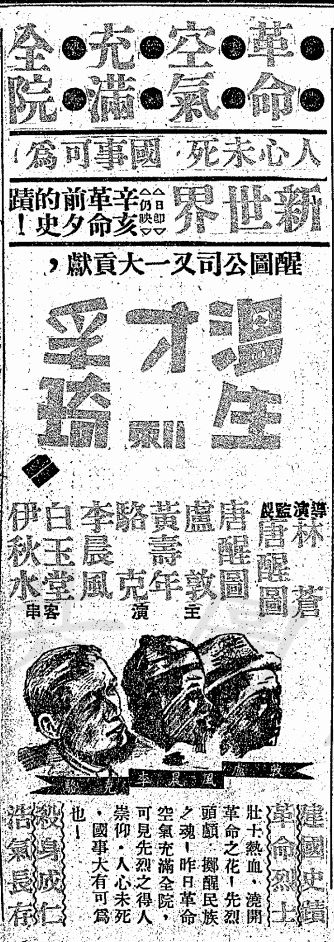
溫生才刺孚琦

《溫生才刺孚琦》，又名《溫生才炸孚琦》是香港醒圖影片公司在1937年出品的愛國革命電影，由林蒼執導，唐醒圖、盧敦主演。1937年6月1日在香港上映。

## 故事大綱
《溫生才刺孚琦》根據廣州將軍孚琦被殺案的革命事件改編。
電影描述革命烈士溫生才在1911年4月8日刺殺孚琦後被清廷逮捕，最後慷慨就義。

## 導演
- 林蒼

## 編劇
- 盧敦
- 李晨風
- 潘子膽

## 監製
- 唐醒圖

## 演員
- 唐醒圖
- 盧敦
- 林楚楚
- 黃壽年
- 李晨風
- 駱克
- 洪夢塵
- 岑孟登
- 詹啟勇
- 楊百堅
- 高偉蘭